# Gruppo residualmente finito
In algebra, un gruppo {\displaystyle G} è residualmente finito se per ogni elemento non banale {\displaystyle g} esiste un omomorfismo di gruppi
{\displaystyle f:G\to H}
a valori in un gruppo finito, tale che
{\displaystyle f(g)\neq 1.}
Questa condizione può essere espressa in vari modi equivalenti. I sottogruppi residualmente finiti contengono "molti" sottogruppi normali. Esempi di gruppi residualmente finiti sono i gruppi finiti, i gruppi liberi, i gruppi nilpotenti finitamente generati e i sottogruppi di {\displaystyle Gl_{n}(\mathbb {C} )} finitamente generati.

## Definizioni alternative
Le definizioni seguenti sono equivalenti a quella data. 
- {\displaystyle G} è residualmente finito se per ogni elemento {\displaystyle g} esiste un sottogruppo normale {\displaystyle H} di indice finito non contenente {\displaystyle g},
- {\displaystyle G} è residualmente finito se l'intersezione di tutti i sottogruppi di indice finito è il sottogruppo banale {\displaystyle \{e\}}.
- {\displaystyle G} è residualmente finito se l'intersezione di tutti i sottogruppi normali di indice finito è {\displaystyle \{e\}}.